# Knut Baade
Pour les articles homonymes, voir Baade.

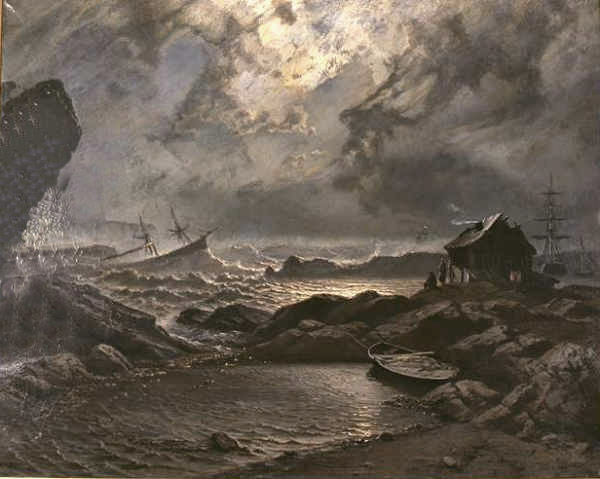
Tempête nocturne, 1879

Knud Andreassen Baade, (né le 28 mars 1808 à Skjold (Horsens), mort le 24 novembre 1879 à Munich), était un peintre norvégien.

## Biographie
Knut Baade a fait son apprentissage artistique d'abord à Bergen puis est allé en 1827 à  l'académie de Copenhague. En 1830, faute de ressources, il interrompt ses études et se rend à Oslo pour travailler comme portraitiste. En 1836 il se rend à Dresde où il travaille pendant trois ans sous la direction de son compatriote Johan Christian Clausen Dahl. En 1842, il va à Munich.  Baade a surtout peint des côtes rocheuses éclairées par la lune et des fjords norvégiens.
Baade est inhumé dans l'Ancien cimetière du Sud à Munich.

## Œuvres (sélection)

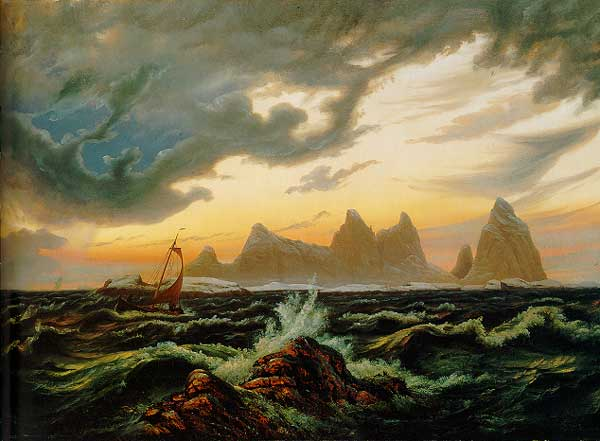
L'île de Trænen, Nordland Galerie nationale d'Oslo

- Étude de nuages (1838), huile sur papier, 19 × 26 cm, Galerie nationale d'Oslo[1]
- Bois sur la côte nord Galerie nationale d'Oslo.
- L'île de Trænen, Nordland 1838 Galerie nationale d'Oslo.
- Naufrage Victoria and Albert Museum Londres.
- Scène de mythologie scandinave Pinakothek Munich.
- Bateau au clair de lune Nationalmuseum Stockholm.

On trouve également des oeuvres de cet artiste dans des musées français :
- Soleil de minuit sur l'île d'Hestman Musée d'Art Roger-Quilliot Clermont-Ferrand.